# Сельское поселение Горское (Орехово-Зуевский район)
Сельское поселение Горское — упразднённое муниципальное образование в Орехово-Зуевском районе Московской области России. 10 января 2018 года его территория вошла в новообразованный городской округ Ликино-Дулёво.

## Общие сведения
Образовано в ходе муниципальной реформы, в соответствии с Законом Московской области от 28.02.2005 года № 67/2005-ОЗ «О статусе и границах Орехово-Зуевского муниципального района и вновь образованных в его составе муниципальных образований».
Административный центр — деревня Кабаново.
Глава сельского поселения — Попков Михаил Андреевич. Адрес администрации: 142664, Московская область, Орехово-Зуевский район, д. Кабаново, д. 147.

## Население
| 2006  | 2007  | 2008  | 2009  | 2010  | 2011  |
| ----- | ----- | ----- | ----- | ----- | ----- |
| 4492  | ↘4408 | ↘4373 | ↘4353 | ↗4552 | ↘4548 |
| 2012  | 2013  | 2014  | 2015  | 2016  | 2017  |
| →4548 | ↘4524 | ↘4439 | ↘4406 | ↘4343 | ↘4259 |
| 2018  |       |       |       |       |       |
| ↘4160 |       |       |       |       |       |

## География
Расположено в западной части района. На севере граничит с сельскими поселениями Демиховским и Верейским, на востоке — с сельским поселением Белавинским, на юге — с городским поселением Ликино-Дулёво, сельскими поселениями Новинским и Давыдовским, на западе — с сельскими поселениями Аверкиевским и Улитинским Павлово-Посадского района. В северо-западной части поселения находится городское поселение Дрезна. Площадь территории сельского поселения — 11 740 га.

## Состав сельского поселения
В состав сельского поселения входит 21 населённый пункт упразднённой административно-территориальной единицы — Горского сельского округа:
| Вид     | Наименование    | Население, чел. (2010) |
| ------- | --------------- | ---------------------- |
| деревня | Большое Кишнево | 28                     |
| деревня | Бяльково        | 83                     |
| деревня | Высоково        | 127                    |
| деревня | Гора            | 45                     |
| деревня | Горбачиха       | 65                     |
| деревня | Гридино         | 74                     |
| деревня | Емельяново      | 177                    |
| деревня | Ионово          | 112                    |
| деревня | Кабаново        | 2341                   |
| деревня | Киняево         | 98                     |
| деревня | Коровино        | 29                     |
| деревня | Кудыкино        | 166                    |
| деревня | Малиново        | 120                    |
| деревня | Малое Кишнево   | 102                    |
| деревня | Новая           | 98                     |
| деревня | Острово         | 38                     |
| деревня | Рудино          | 75                     |
| деревня | Савостьяново    | 432                    |
| деревня | Сальково        | 92                     |
| деревня | Старская        | 20                     |
| деревня | Юркино          | 230                    |